# ジャン＝マリー・ロラン

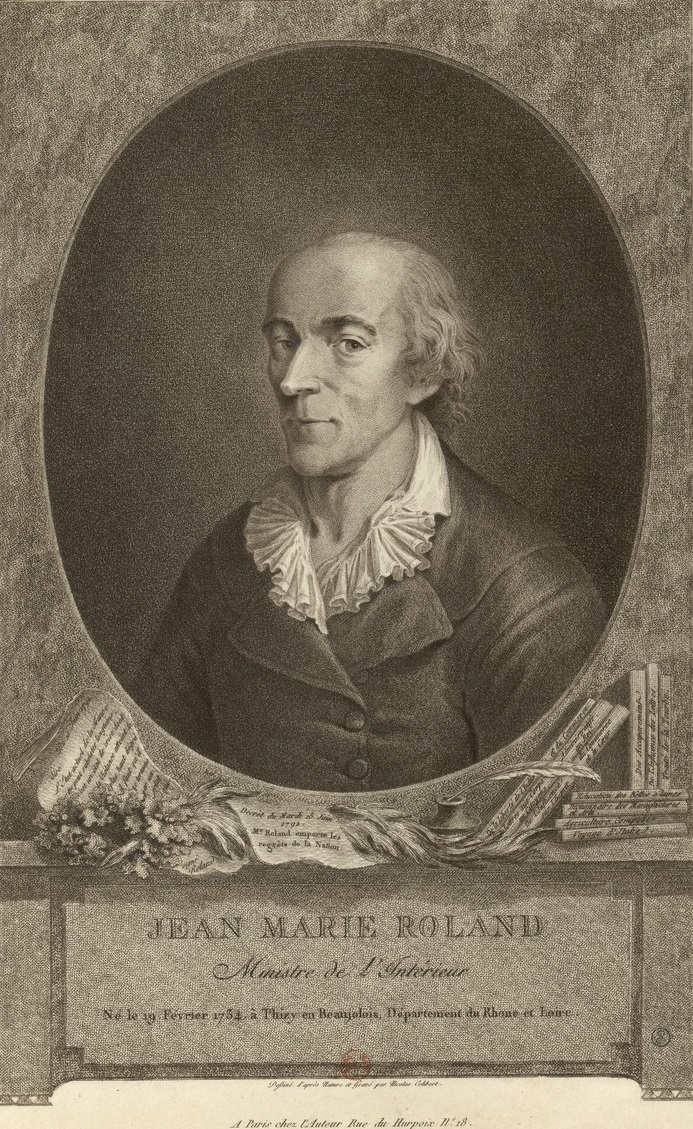
ジャン＝マリー・ロラン

ラ・プラティエール子爵ジャン＝マリー・ロラン（仏: Jean-Marie Roland, vicomte de La Platière、1734年2月18日 - 1793年11月10日）は、フランス革命期の政治家・経済学者。ジロンド派の指導者であるマノン・ロラン（ロラン夫人）の夫で、妻に強く影響されていた。1792年にルイ16世の政府で内務大臣となる。1793年に失脚すると逃亡するが、妻の処刑を聞いて自殺した。

## 経歴
1776年に、20歳年下のジャンヌ＝マリー・フィリポン（マノン、後のロラン夫人）に出会う。ロランは当時、尊敬される経済学者であり、シャルル＝ジョセフ・パンクークの大百科事典の貢献者であった。2人は、1780年2月4日に結婚し、翌年に娘のマリエが生まれた。
妻マノンのお蔭で1792年3月にジロンド派に入り、内務大臣に就任する。彼のブルジョワジー的な見た目（シンプルなスーツ、ループなしのリボン）は、宮殿の廷吏を驚かせた。4月、ジロンド派内閣はオーストリアに宣戦布告する（「フランス革命戦争」勃発）。
国王ルイ16世に立法議会での拒否権を放棄するよう提言する妻マノンの筆による手紙を送付し、6月に内務大臣を解任される。8月10日事件が勃発し王権が停止される。同時に内務大臣に復帰した。9月、九月虐殺では内務大臣として手をこまねいて為す術も無かった。立法議会が国民公会に改称、ヴァルミーの戦いに仏革命軍が初勝利し王政廃止宣言が出された。11月、テュイルリー宮殿の"鉄の戸棚"（fr）から自ら選別し外国との内通文書を公表。それゆえに、山岳派はジロンド派の国王との妥協文書も消失したと主張しようとした。また、国王裁判の過程でのルイ・カペー（前ルイ16世）を民衆の前に召喚しようとする彼の試みは、山岳派の怒りを増幅させていった。同時に妻マノンのビュゾーへの愛の告白の事実を知り、1793年1月21日の国王処刑の2日後、1月23日に内務大臣を辞任した。
山岳派からジロンド派は執拗に攻撃され、ロランはパリを逃げ隠れた。逃亡中に死刑を宣告された。ロラン夫人はパリに残ったため1793年6月に逮捕され、11月8日に処刑された。妻の処刑を聞いたロランは、ルーアンの潜伏先から徘徊し、恐怖政治に対する恐怖を「妻が殺害されたことを知った瞬間から、私は敵に染まった世界には残らない」と表現した。ロランは1793年11月10日の夜にその紙を胸に付け、木にもたれて、杖刀で心臓を刺して自殺した。